# 34e sessie van de Commissie voor het Werelderfgoed
De 34e sessie van de Commissie voor het Werelderfgoed vond van 25 juli tot en met 3 augustus 2010 plaats in de Braziliaanse hoofdstad Brasilia.

## Wijzigingen in 2010

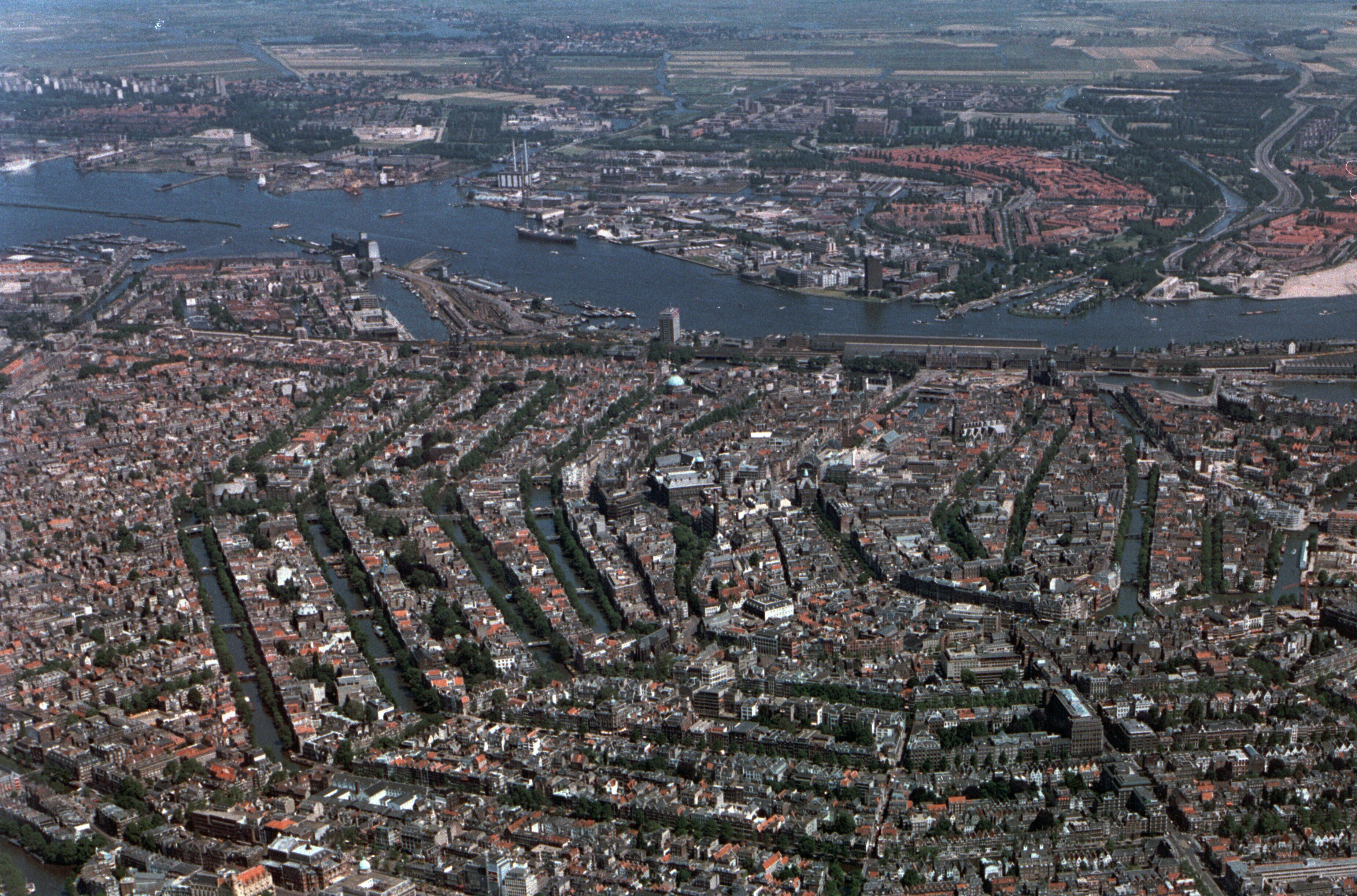
Amsterdamse grachtengordel

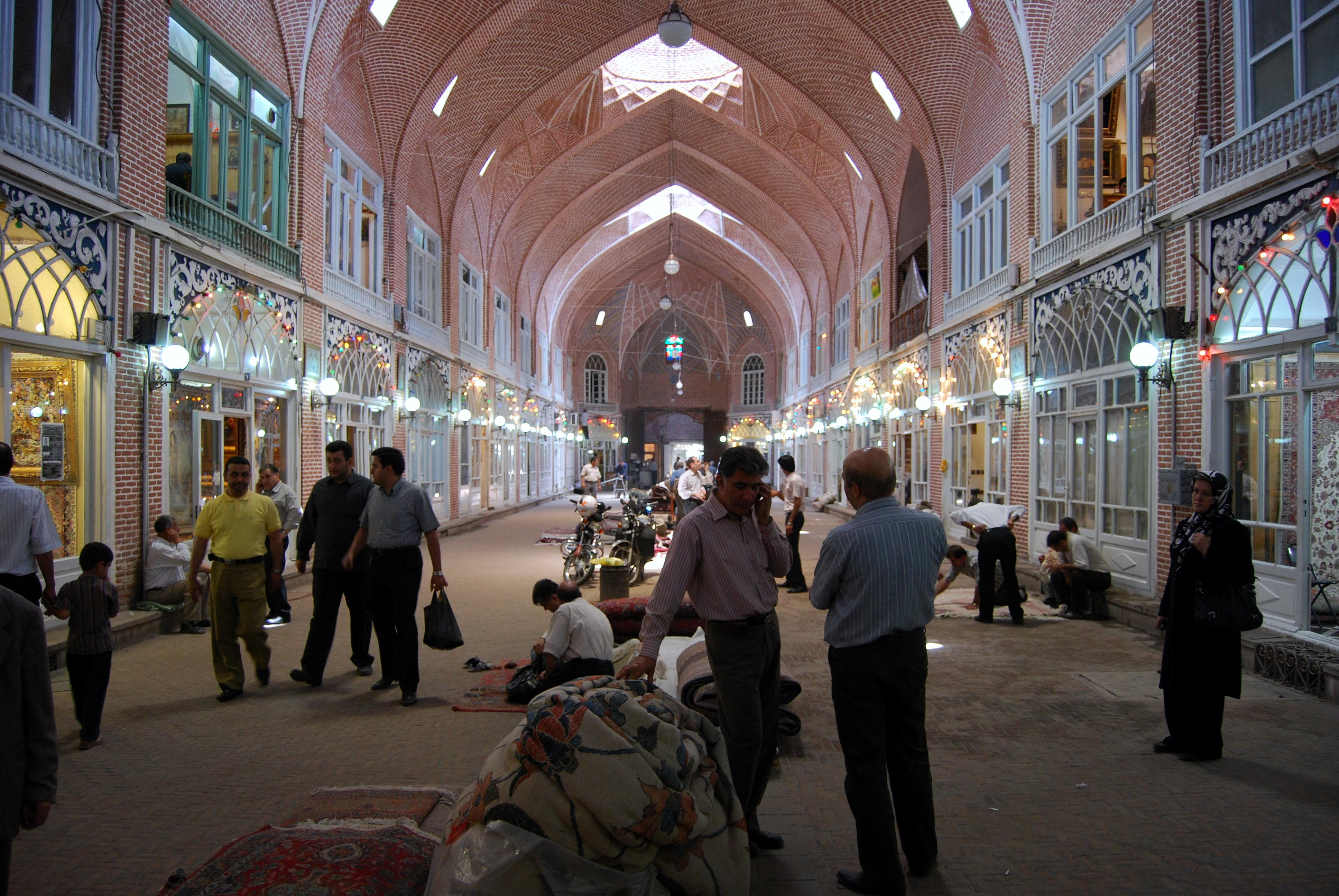
Bazaar van Tabriz

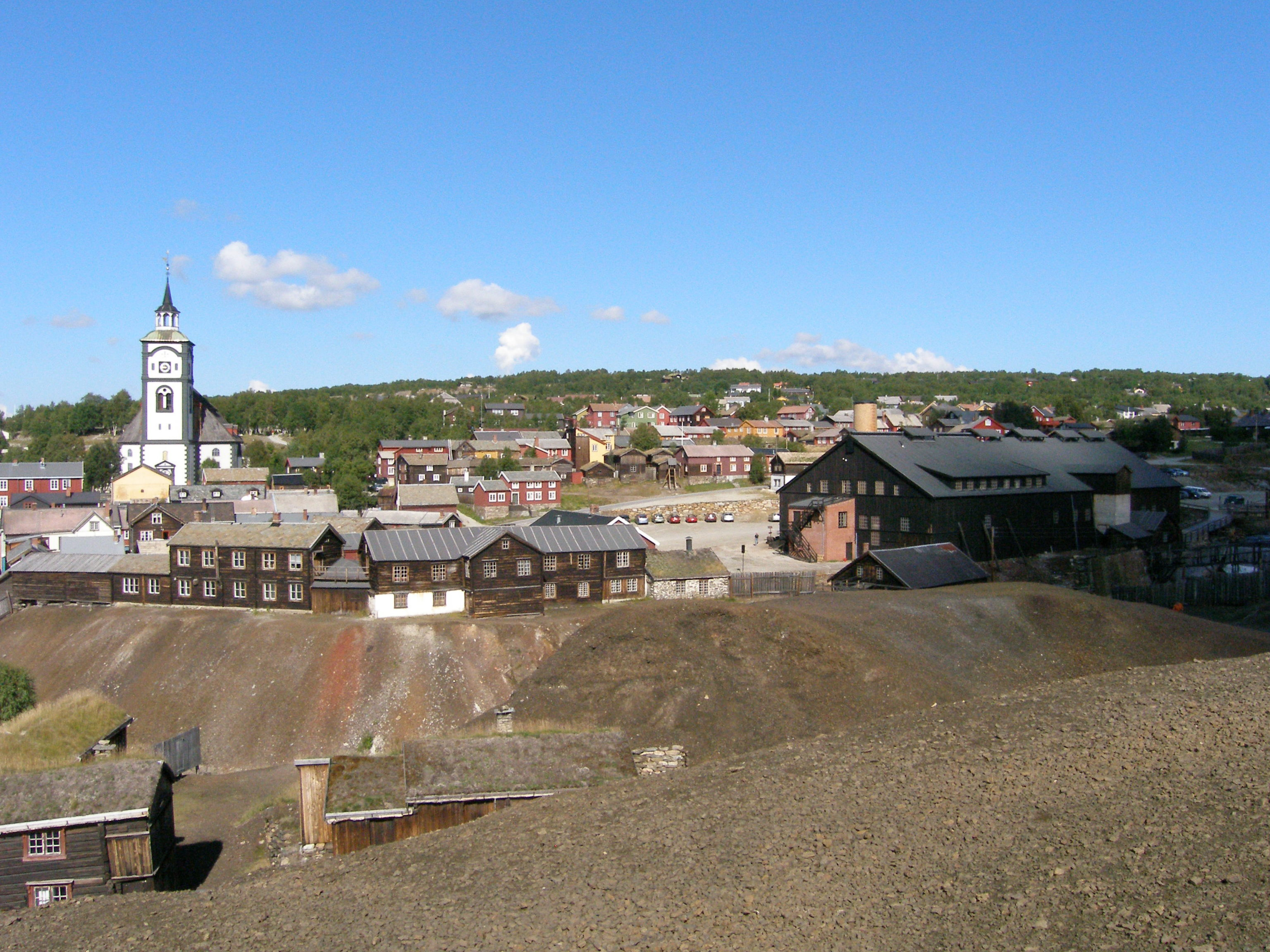
Mijnstad Røros en omgeving

### Nieuw
Dit jaar zijn er veertien nieuwe werelderfgoedlocaties toegevoegd, waarvan één in de categorie natuur, twaalf in de categorie cultuur en één in de categorie gemengd werelderfgoed.
- Papahānaumokuākea[1]
- De centrale hooglanden van Sri Lanka[1]

- Keizerlijk Paleis Thăng Long (Hanoi)
- Bisschopsstad Albi
- Historische monumenten van Dengfeng
- De archeologische site Sarazm
- Amsterdamse grachtengordel binnen de Singelgracht
- District At-Turaif in Al-Diriyah
- Symbolische plaatsen voor de dwangarbeid in Australië
- Bikini-atol
- Historische plaatsen in Zuid-Korea: Hahoe en Yangdong
- Heiligdom en graf van sjeik Safi Al Din in Ardebil
- Bazaar van Tabriz
- Jantar Mantar in Jaipur

### Aanvullingen en aanpassingen
Drie werelderfgoederen kregen een uitbreiding of aanpassing:
- Rammelsbergmijnen en historisch centrum van Goslar werden uitgebreid met het waterbeheersysteem van de Harz.
- Mijnstad Røros werd uitgebreid met het omliggende gebied.
- Het beschermd gebied van Ngorongoro werd van een natuurlijk werelderfgoed gewijzigd naar een cultureel erfgoed, vanwege de waarde voor de menselijke evolutie van het gebied.
- De bescherming van het historische centrum van de stad Graz werd uitgebreid met de toevoeging van het Slot Eggenberg.